# Mogwalale
Mogwalale – wieś w Botswanie w dystrykcie Southern. Według spisu ludności z 2011 roku wieś liczyła 305 mieszkańców.